# Endless Summer Vacation
Endless Summer Vacation је осми студијски албум америчке певачице Мајли Сајрус. Издат је 10. марта 2023. године за Columbia Records. Мајли је убрзо по издавању седмог албума Plastic Hearts (2020) напустила RCA Records, а почетком 2021. започела рад на свом осмом студијском албуму након потписивања уговора са дискографском кућом Columbia. Док је радила на њему, издала је лајв-албум Attention: Miley Live (2022).
Водећи сингл с албума, Flowers, објављен је 12. јануара 2023. године. Сингл је поставио неколико рекорда за стримовање и заузео прво место на топ-листи Billboard Global 200 и још 36 земаља широм света. Други сингл, River, објављен је 10. марта 2023. године. Албум је добио позитивне рецензије критичара, који су похвалили продукцију, комерцијалну привлачност и Мајлин вокал.

## Списак песама
| №               | Назив              | Аутор(и)                                                                                                | Продуцент(и)                      | Трајање |  |
| 1.              |                    | Мајли Сајрус Грегори Алдеј Хајн Мајкл Полак                                                             | Тајлер Џонсон                     | 3.20    |  |
| 2.              |                    | Сајрус Грег Керстин Сара Аронс                                                                          | Керстин                           | 3.05    |  |
| 3.              |                    | Сајрус Томас Хал Џонсон                                                                                 | Сајрус Џонсон                     | 3.43    |  |
| 4.              | (и Бренди Карлајл) | Сајрус Тобајас Џесо Млађи Биби Бурели Мајкл Лен Вилијамс                                                | Сајрус Џонсон                     | 3.51    |  |
| 5.              |                    | Сајрус Бурели Полак Ијан Киркпатрик                                                                     | Џони Кофер Џеј Мун                | 2.59    |  |
| 6.              |                    | Сајрус Хармони Корин Макс Морандо                                                                       | Морандо                           | 3.25    |  |
| 7.              |                    | Сајрус Џастин Трантер Хал Џонсон                                                                        | Џонсон                            | 2.42    |  |
| 8.              |                    | Сајрус М. Вилијамс Седрик Џеси Шаткин Џејмс Блејк Сија Ферлер                                           | Шаркин Макс Тејлор Шепард Морандо | 4.06    |  |
| 9.              | (и Сија)           | Сајрус Шаткин Полак М. Вилијамс Бурели Хајн Ферлер Џеси ван дер Мелен Дејвид Френк Стив Кипнер Пем Шејн | Шаткин Кофер Џером Вилијамс       | 2.16    |  |
| 10.             |                    | Сајрус Хал Џонсон Џесо                                                                                  | Џонсон                            | 3.13    |  |
| 11.             |                    | Сајрус Би-Џеј Бертон Џенифер Десилвео Кејтлин Смит Полак Дени Милер                                     | Бертон                            | 3.59    |  |
| 12.             |                    | Сајрус Полак Хајн Хал Џонсон                                                                            | Џонсон                            | 3.05    |  |
| Укупно трајање: | Укупно трајање:    | Укупно трајање:                                                                                         | Укупно трајање:                   | 39.44   |  |